# Pseudeuseboides albovittipennis
Pseudeuseboides albovittipennis là một loài bọ cánh cứng trong họ Cerambycidae.